# Orectoscelis punctatus
Orectoscelis punctatus är en skalbaggsart som beskrevs av Michael S. Caterino 2000. Orectoscelis punctatus ingår i släktet Orectoscelis och familjen stumpbaggar. Inga underarter finns listade i Catalogue of Life.